# Brives
Brives é uma comuna francesa na região administrativa do Centro, no departamento Indre. Estende-se por uma área de 19,1 km². Em 2010 a comuna tinha 260 habitantes (densidade: 13,6 hab./km²).